# Xavier Boissel
Pour les articles homonymes, voir Boissel.
Xavier Boissel est un écrivain français né à Lille en 1967,. Il obtient le Prix automne de la SGDL 2013 pour Autopsie des ombres et le Prix du Noir de l'histoire / Blois, 2023 pour Sommeil de cendres.

## Biographie
Xavier Boissel est agrégé de lettres modernes, romancier, essayiste et enseignant.
En 2012, avec la complicité du photographe Didier Vivien, il écrit Paris est un leurre, un essai consacré à la réplique de Paris, au carrefour de l’histoire, de l’anthropologie urbaine et de la sociologie, s'inspirant notamment de la dérive et de la psychogéographie chères à Guy Debord.
En 2013, il publie un premier roman, Autopsie des ombres, qui dépeint le retour d’un ancien casque bleu à la vie civile . Ce récit est issu d’une longue nouvelle, Debout parmi les ruines, initialement parue dans la revue Inculte et illustrée ensuite par le dessinateur Boris Hurtel aux éditions Une autre image.
En 2014, il publie un deuxième roman, Rivières de la nuit, récit post-apocalyptique, fruit d’une collaboration avec le musicien Frajerman.
Il a par ailleurs publié deux ouvrages du philosophe Jean-Joseph Goux aux éditions D-Fiction.
En octobre 2017 paraît sa troisième fiction, Avant l'aube, roman noir situé dans les années soixante, écrit dans une veine hard boiled.
En janvier 2019 paraît un nouvel essai, Capsules de temps, vers une archéologie du futur, consacré aux objets scellés et enfouis dans la terre à destination des générations futures. Il conçoit ce travail pour interroger l'époque, celle d’un capitalisme tardif chaque jour plus destructeur.
Il achève en 2024 la trilogie noire conçue comme l’envers de l’histoire contemporaine (Balzac). Si Avant l’aube met au jour la part sombre du gaullisme (les liens avec le Service d'action civique), Sommeil de cendres (10/18, 2022) a pour toile de fond le trafic de cocaïne entre la France et le Maroc au début des années soixante-dix et Fonds noirs (10/18, 2024), situé en 1986, a pour cadre l’affairisme mitterrandien.

## Ouvrages
- 2012 : Paris est un leurre, essai, éditions Inculte[7],[8]
- 2012 : Debout parmi les ruines, nouvelle, éditions Une autre image[9].
- 2013 : Autopsie des ombres, roman, éditions Inculte[10],[11].
- 2014 : Rivières de la nuit, roman, éditions Inculte[12],[13].
- 2017 : Avant l'aube, roman, 10/18[14],[15].
- 2017 : Paris est un leurre, la véritable histoire du faux Paris, essai, tirage revu et augmenté, poche, collection Barnum, éditions Inculte-dernière marge.
- 2019 : Capsules de temps, vers une archéologie du futur, essai, éditions Inculte-dernière  marge[16].
- 2020 : Autopsie des ombres, poche, collection Barnum, éditions Inculte-dernière marge.
- 2022 : Sommeil de cendres, roman, 10/18.
- 2024 : Fonds noirs, roman, 10/18[17].

## Articles
- 2009 : Face à Lamarche-Vadel, éditions Inculte.
- 2009 : Précis de désintégration (sur le musicien William Basinski), revue Inculte n°18.
- 2010 : La marchandise mise à nu par ses célibataires, même, brèves scolies sur les Mad Men, revue Inculte n°19.
- 2010 : Indécences ordinaires, revue Rouge déclic n°2.
- 2011 : Face à Sebald, éditions Inculte.
- 2012 : My City was gone, revue De(s)générations n°17.
- 2013 : Esquisse d’une esthétique de l’entropie, revue L’Art même n°55.
- 2013 : Oblitération du négatif, postface à L’Après-midi d’une terroriste, Bruce Bégout ; illustration d’Éric Nosal, éditions Une autre image.
- 2014 : Miroir-machine, entretien avec Jean-Jacques Schuhl, L’Infini n°128, Gallimard, automne.
- 2015 : Genèse d’une théorie critique, préface à La Valeur sans images, Jean-Joseph Goux, éditions D-Fiction, collection « Paralipomènes ».
- 2016 : Chantier en cours, préface à Tentative d'épuisement d'un lieu bordelais, ouvrage d'Isabelle Rozenbaum, éditions Elytis.
- 2017 : Derrière les lignes ennemies, Jean-Patrick Manchette et la raison d'écrire, sous la direction de Nicolas Le Flahec et Gilles Magnions, éditions Anacharsis.
- 2019 : Préface[18] de l'ouvrage d'Andy Merrifield Métromarxisme, un conte marxiste de la ville, éditions Entremonde.
- 2019 : Shirley Jackson, jamais démodée, revue 813 : les amis des littératures policières, n°134, octobre 2019.
- 2022 : George Orwell et le roman noir - un rendez-vous manqué, in : Orwell dans le domaine public : retour à l’œuvre[19] n°76, mars.
- 2022 : Web magazine ALRH, interview[20]
- 2023 : Dans la ligne de mire, à propos des entretiens de Jean-Patrick Manchette, revue 813 : les amis des littératures policières, n°147, hiver 2023.
- 2024 : Cessations progressives, entretien avec Gilles Magniont, revue : le matricule des anges, n°258, novembre-décembre 2024, pp. 28-29.

## Récompenses
- 2013 : Prix automne de la SGDL pour Autopsie des ombres[3].
- 2023 : Prix du Noir de l'histoire, Blois, pour Sommeil de cendres.[21]